# Бад Лаутерберг им Харц
Бад Лаутерберг им Харц (њем. Bad Lauterberg im Harz) град је у њемачкој савезној држави Доња Саксонија. Једно је од 16 општинских средишта округа Остероде ам Харц. Према процјени из 2010. у граду је живјело 11.434 становника. Посједује регионалну шифру (AGS) 3156002, NUTS (DE919) и LOCODE (DE BLB) код.

## Географски и демографски подаци
Бад Лаутерберг им Харц се налази у савезној држави Доња Саксонија у округу Остероде ам Харц. Град се налази на надморској висини од 296 метара. Површина општине износи 41,6 km². У самом граду је, према процјени из 2010. године, живјело 11.434 становника. Просјечна густина становништва износи 275 становника/km².